# 알로이시오초등학교
알로이시오초등학교는 대한민국 서울특별시 은평구에 있었던 위탁아동을 위한 사립 초등학교이다. 2015년 2월 28일 운영상 어려움으로 폐교했다.

## 연혁
- 1975년 3월 1일 : '소년의집초등학교'로 개교
- 2003년 9월 1일 : '알로이시오초등학교'로 변경
- 2015년 2월 28일 : 폐교[1]

## 폐교 사유
위탁아동 감소 및 인력 부족으로 인한 운영의 어려움으로 인해 폐교되었다.

## 같이 보기
- 부산알로이시오초등학교
- 알로이시오중학교
- 알로이시오전자기계고등학교